# ツタンカーム
『ツタンカーム』 (Tutankham) はコナミが1982年に発売した業務用のアクションゲーム。
北米では業務用版がSternから販売され、家庭用ゲーム機版についてはParker Brothersから発売された。
後に『タイムパイロット』などを手掛ける岡本吉起が、初めて携わった作品でもある。

## ストーリー
今を去る4500年の昔、エジプトでは巨大なピラミッドが建造され、数々の秘宝が埋蔵された。今回の君の使命は、秘宝の1つであるツタンカームを見つけ出すことにある。迷路の中に隠された鍵を拾って、宝庫の扉を開けたまえ。 

## 概要
プレイヤーである探検家を操作し、エリアの奥にある封印された扉を開けて宝を入手するとステージクリア。扉を開けるにはエリアの途中にある鍵を取得して扉手前の鍵穴まで進めなければならない。ステージが進むと鍵穴が複数個存在するが、鍵は1つしか持てないため、鍵を1つ開けてもステージの前半エリアまで戻って再度鍵を手にいれる必要がある。
本作は操作に2本のレバーを使用し、左のレバーはプレイヤーの移動、右のレバーは敵への攻撃用途で使用する。
- 右レバーを右:右方向に発射[1]
- 右レバーを左:左方向に発射[1]
- 右レバーを上:フラッシュボンバー（画面内の敵を一掃）[1]

レーザーはTIMEが0になるまで無制限に使えるが（0になってもミスにはならない）、フラッシュボンバーはプレイヤー1人につき1回しか使えない。また、上下方向への攻撃は一切ないため、縦に伸びる通路で敵に挟まれないようにして進む必要がある。

## 移植版
LSIゲーム
1983年、バンダイより発売。ゲームセンターのテーブル筺体を模したデザインの型と、通常ポータブル型の「FLツタンカーム」の2種がリリースされた。このプラットフォームでは弾丸が15発と限られている。ゲームクリアすると液晶の背景に隠されたツタンカーム像が明らかになるという演出がある。
PV-1000版
1983年秋、カシオ計算機より発売。
PC-6001版
コナミより発売。ROMカートリッジを使用していた。
ニンテンドーDS版
2007年3月15日発売の『コナミ アーケード コレクション』に収録。
PlayStation 4 / Nintendo Switch版
2024年5月9日にハムスターより『アーケードアーカイブス』の1作品として配信。「こだわり設定」ではゲームスピードの調整、2Pコントローラーの左スティックを1Pの右スティックとして使用する、1P及び2Pの左スティックの操作の回転の有無といった設定が可能。
上記のほか、海外ではAtari 2600やコレコビジョンなどにも移植が行われている。